# Ambasadorowie Stanów Zjednoczonych we Francji

Podstawę do nawiązania stosunków dyplomatycznych Francji i USA stanowiły francusko-amerykański traktat sojuszniczy i francusko-amerykański traktat o przyjaźni i handlu. Conrad-Alexandre Gérard został w tym roku pierwszym ambasadorem Francji w USA, a Benjamin Franklin pierwszym ambasadorem USA we Francji.

## Galeria portretów

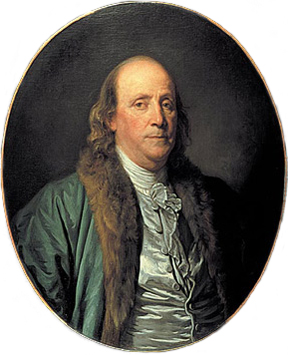
Benjamin Franklin w 1777 roku (W Paryżu: 1776–1785)
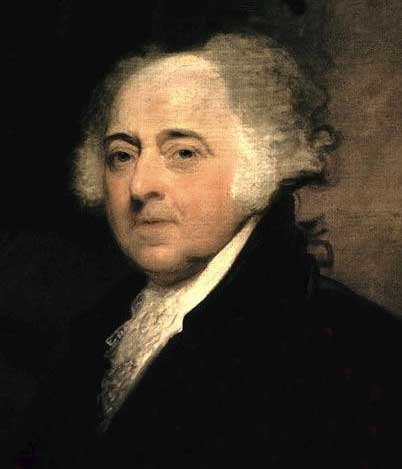
John Adams (1778–1779)
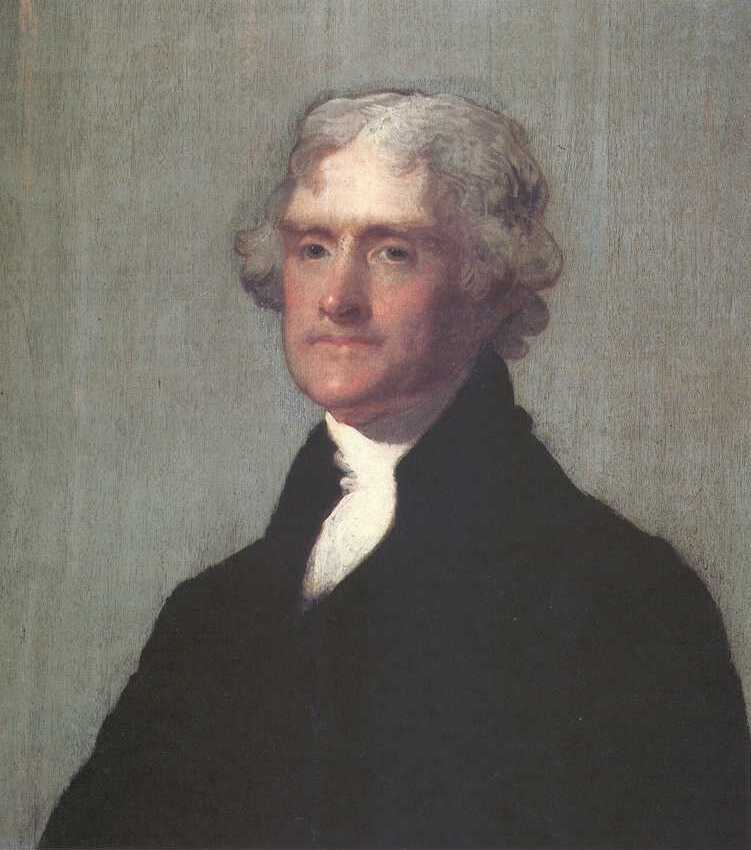
Thomas Jefferson (1785–1789)
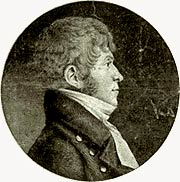
William Short (1790–1792)
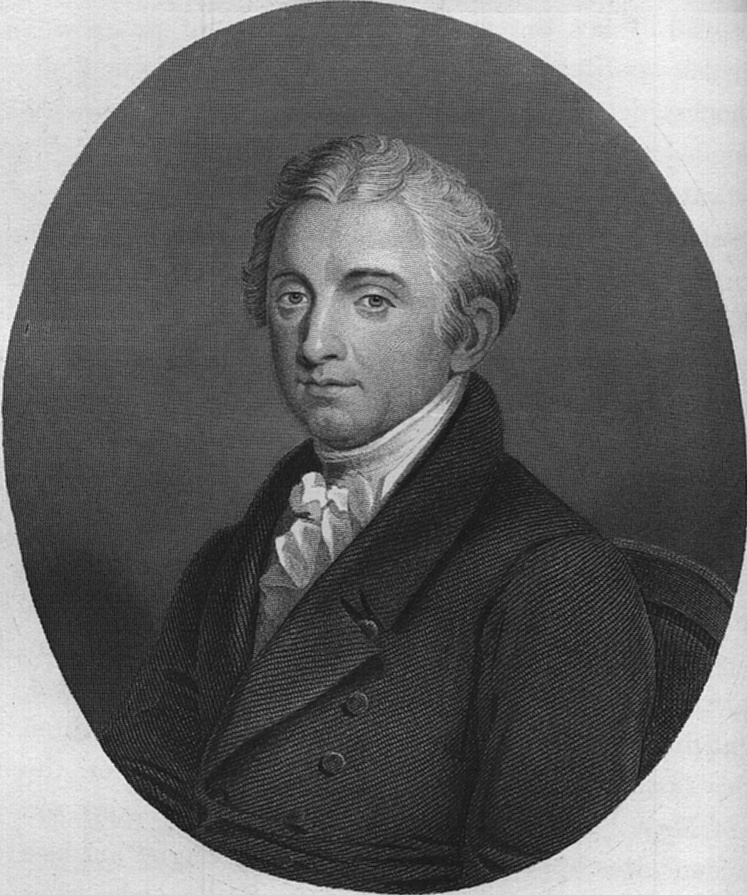
Gouverneur Morris (1792–1794)
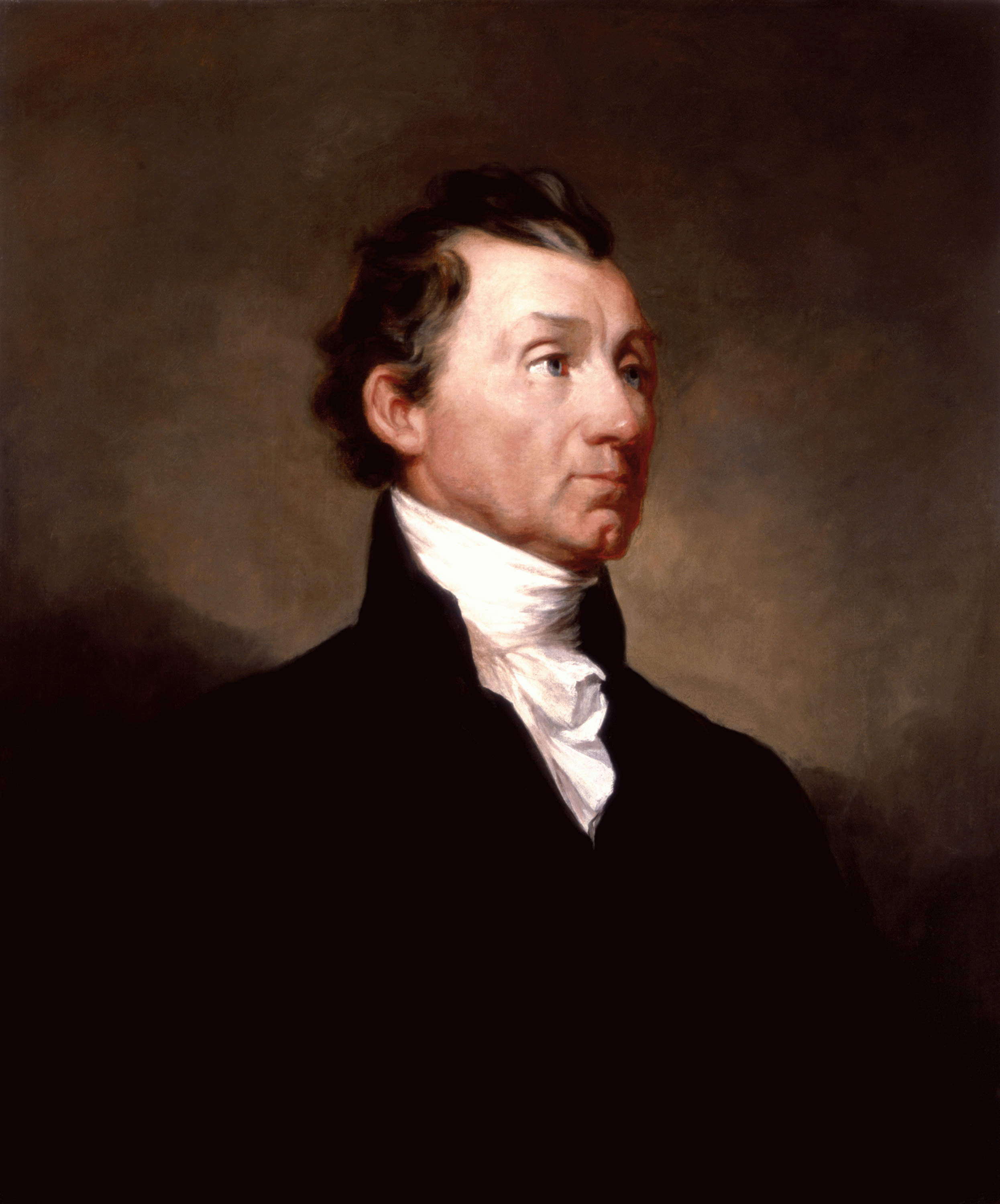
James Monroe (1794–1796)
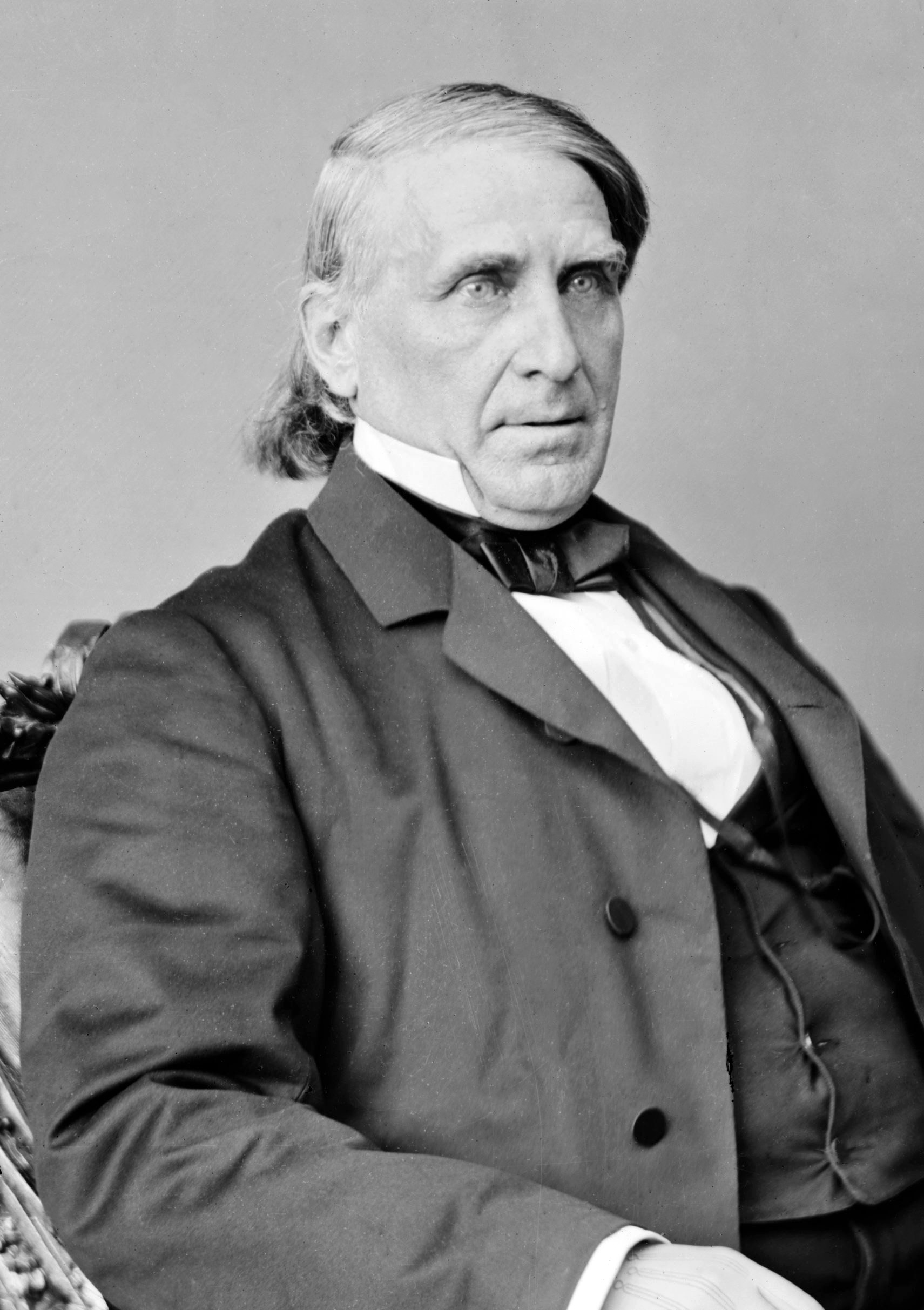
Elihu B. Washburne (1796)
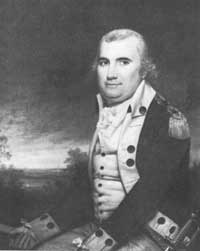
Charles Cotesworth Pinckney (1796–1797)

## XVIII wiek
- 1776–1779 Benjamin Franklin, Arthur Lee i Silas Deane
- 1778–1779 John Adams zastąpił (Deane’a)
- 1778–1785 Benjamin Franklin (14 IX, 1778 – 17 V, 1785)
- 1785–1789 Thomas Jefferson (10 III 1785 – 26 IX 1789)
- 1790–1792 William Short (20 IV 1790 – 15 maja 1792)
- 1792–1794 Gouverneur Morris
- 1794–1796 James Monroe
- 1796–1797 Charles Cotesworth Pinckney

## XIX wiek
- Robert R. Livingston 1801–1804
- John Armstrong 1804–1810
- Joel Barlow 1811–1812
- William H. Crawford 1813–1815
- Albert Gallatin 1816–1823
- James Brown 1824–1829
- William Cabell Rives 1829–1832
- Edward Livingston 1833–1835
- Lewis Cass 1836–1842
- William R. King 1844–1846
- Richard Rush 1847–1849
- William Cabell Rives 1849–1853
- John Young Mason 1853–1859
- Charles J. Faulkner 1860–1861
- William Lewis Dayton 1861–1864
- John Bigelow 1865–1866
- John Adams Dix 1866–1869
- Elihu B. Washburne 1869–1877
- Edward Follansbee Noyes 1877–1881
- Levi Parsons Morton 1881–1885
- Robert Milligan McLane 1885–1889
- Whitelaw Reid 1889–1892
- Thomas Jefferson Coolidge 1892–1893
- James Biddle Eustis 1893–1897
- Horace Porter 1897–1905

## XX wiek
- Robert Sanderson McCormick 1905–1907
- Henry White 1907–1909
- Robert Bacon 1909–1912
- Myron T. Herrick 1912–1914
- William Graves Sharp 1914–1919
- Hugh Campbell Wallace 1919–1921
- Myron T. Herrick 1921–1929
- Walter E. Edge 1929–1933
- Jesse I. Strauss 1933–1936
- William C. Bullitt 1936–1940
- William D. Leahy 1941–1942
- Jefferson Caffery 1944–1949
- David K.E. Bruce 1949–1952
- James C. Dunn 1952–1953
- C. Douglas Dillon 1953–1957
- Amory Houghton 1957–1961
- James M. Gavin 1961–1962
- Charles E. Bohlen 1962–1968
- Sargent Shriver 1968–1970
- Arthur K. Watson 1970–1972
- John N. Irwin, II 1973–1974
- Kenneth Rush 1974–1977
- Arthur A. Hartman 1977–1981
- Evan Griffith Galbraith 1981–1985
- Joe M. Rodgers 1985–1989
- Walter Curley 1989–1993
- Pamela Harriman 1993–1997
- Felix Rohatyn 1997–2000

## XXI wiek
- Howard H. Leach 2001–2005
- Craig Roberts Stapleton 2005–2009
- Charles Rivkin 2009–2013
- Jane D. Hartley 2014–2017
- Jamie McCourt 2017–2021
- Denise Bauer 2021–2025
- Charles Kushner od 2025